# Reuver

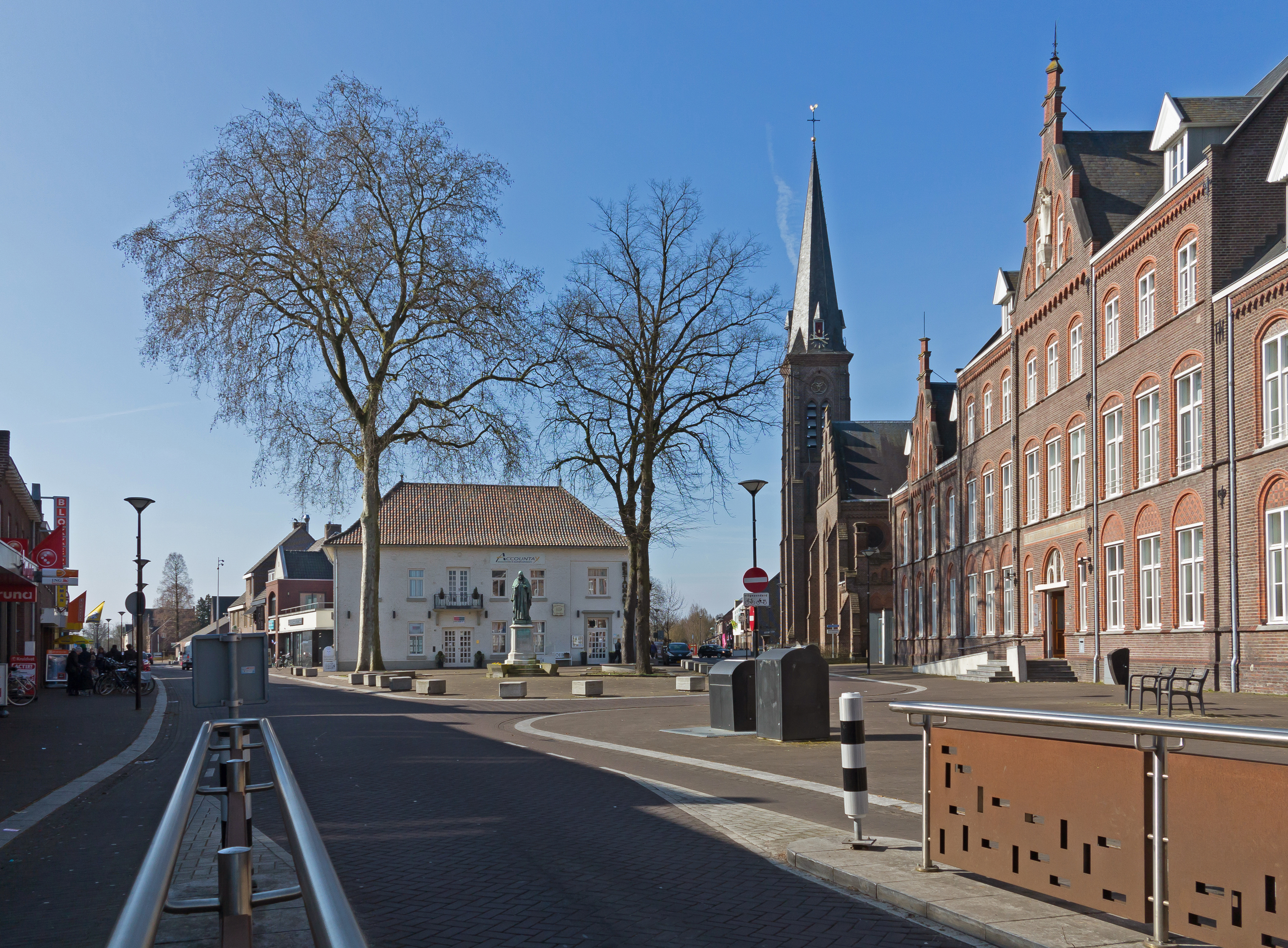
Kirche (de Sint Lambertuskerk) in Reuver

Reuver (Aussprache: „Röver“) ist eine niederländische Kleinstadt in der Provinz Limburg. Reuver liegt vollständig zwischen der Maas und der ungefähr parallel zu ihr verlaufenden deutschen Grenze. Reuver ist Hauptort und Gemeindesitz der Gemeinde Beesel.

## Ortsteile
Reuver besteht aus den Ortsteilen Offenbeek (4.835 Einwohner; Stand: 1. Januar 2024) und Reuver (6.140 Einwohner), südöstlich und nordwestlich der ursprünglich trennenden Bahnstrecke Maastricht–Venlo. Offenbeek und Reuver sind im Siedlungskern zusammengewachsen und bilden mit 10.980 Einwohnern die Stadt Reuver.

## Nachbargemeinden
Die frühere nördliche Nachbargemeinde Belfeld ist seit 2001 Stadtteil von Venlo. Die frühere südliche Nachbargemeinde Swalmen ist seit 2007 Stadtteil von Roermond. Auf der rechten Maasseite ist Beesel die letzte verbleibende Landgemeinde zwischen den beiden Städten.
Die Nachbargemeinden auf der anderen Maasseite sind Peel en Maas und Leudal. Die deutsche Nachbargemeinde ist Brüggen. Die Gemeinde Beesel und Brüggen verbindet seit 2019 eine „strategische Partnerschaft“ genannte Städtepartnerschaft.

## Sehenswürdigkeiten
Die katholische Sankt-Lambertus-Kirche aus dem Jahr 1880 ist ein bedeutender neogotischer Bau des Architekten Johannes Kayser.

## Wirtschaft und Verkehr
Reuver liegt an der mitten durch den Ort verlaufenden Nationalstraße N271 sowie an der östlich um die Stadt herum gebauten Autobahn Rijksweg 73. Die Stadt hat einen Bahnhof mit Nahverkehrszügen nach Roermond, Venlo und Nijmegen.
Reuver war früher stark industriell geprägt durch viele Unternehmen der Ton- und Keramik-Industrie, von denen einige heute noch bestehen. Die Industrie- und Gewerbegebiete liegen – für eine Kleinstadt ungewöhnlich – mitten im Ort entlang der Bahnlinie, zwischen den beiden Ortsteilen Reuver und Offenbeek. Einige nicht mehr genutzte historische Industriegebäude werden heute zu Wohnzwecken genutzt oder sind durch Wohnbebauung ersetzt worden.
Außerhalb in der Nähe der Maas liegt der überregional bekannte Ferienpark „De Lommerbergen“ des Touristikunternehmens Landal GreenParks.